# Normální rozdělení

Hustota normálního rozdělení pravděpodobnosti

Normální rozdělení neboli Gaussovo rozdělení (podle Carla Friedricha Gausse) je jedno z nejdůležitějších rozdělení pravděpodobnosti spojité náhodné veličiny. (Slovo „normální“ zde není použito v nejběžnějším smyslu „obyčejné, běžné“, ale znamená „řídící se zákonem, předpisem nebo modelem“.) Jeho důležitost ukazuje centrální limitní věta (CLV), jež zhruba řečeno tvrdí, že součet či aritmetický průměr velkého počtu libovolných vzájemně nezávislých a nepříliš „divokých“ náhodných veličin se vždy podobá normálně rozdělené náhodné veličině. Normální rozdělení proto za určitých podmínek dobře aproximuje řadu jiných pravděpodobnostních rozdělení (spojitých i diskrétních), i když v praxi málokteré rozdělení je přesně normální.
Náhodné chyby, např. chyby měření, způsobené velkým počtem malých, neznámých a vzájemně nezávislých příčin, jsou v důsledku CLV rovněž rozděleny přibližně normálně. Proto bývá normální rozdělení také označováno jako zákon chyb. Podle tohoto zákona se také teoreticky řídí rozdělení některých fyzikálních a technických veličin.

## Rozdělení pravděpodobnosti
Normální rozdělení pravděpodobnosti s parametry {\displaystyle \mu } a {\displaystyle \sigma ^{2}}, pro {\displaystyle -\infty <\mu <\infty } a {\displaystyle \sigma ^{2}>0}, je pro {\displaystyle -\infty <x<\infty } definováno hustotou pravděpodobnosti ve tvaru Gaussovy funkce
{\displaystyle f(x)={\frac {1}{\sigma {\sqrt {2\pi }}}}\mathrm {e} ^{-{\frac {{(x-\mu )}^{2}}{2\sigma ^{2}}}}}.
Normální rozdělení se většinou značí {\displaystyle \operatorname {N} (\mu ,\sigma ^{2})}. Rozdělení {\displaystyle \operatorname {N} (0,1)} bývá označováno jako normované (nebo standardizované) normální rozdělení. Normované normální rozdělení má tedy hustotu pravděpodobnosti
{\displaystyle f(x)={\frac {1}{\sqrt {2\pi }}}\mathrm {e} ^{-{\frac {x^{2}}{2}}}}.

## Charakteristiky rozdělení

Grafy hustot normálního rozdělení s různými charakteristikami…

…a grafy odpovídajících distribučních funkcí.

Střední hodnota normálního rozdělení je
{\displaystyle \operatorname {E} (X)=\mu }
Normální rozdělení má rozptyl
{\displaystyle \operatorname {D} (X)=\sigma ^{2}}
Pro medián dostaneme
{\displaystyle x_{0,5}=\mu }
Koeficient šikmosti i koeficient špičatosti normálního rozdělení jsou nulové, tj.
{\displaystyle \gamma _{1}=0}
{\displaystyle \gamma _{2}=0}
Momentovou vytvořující funkci normálního rozdělení lze zapsat ve tvaru
{\displaystyle m(z)=\mathrm {e} ^{z\mu +{\frac {z^{2}\sigma ^{2}}{2}}}}

Pro přirozená čísla {\displaystyle k} lze centrální momenty psát jako
{\displaystyle \mu _{2k-1}=0}
{\displaystyle \mu _{2k}={\frac {(2k)!}{k!2^{k}}}\sigma ^{2k}}

## Distribuční funkce
Distribuční funkcí normálního rozdělení je
{\displaystyle F(x)=\int _{-\infty }^{x}{\frac {1}{\sigma {\sqrt {2\pi }}}}\mathrm {e} ^{-{\frac {{(t-\mu )}^{2}}{2\sigma ^{2}}}}\;\mathrm {d} t}.
Distribuční funkci normálního rozdělení nelze vyjádřit elementárními funkcemi. Její hodnoty lze stanovit numericky (viz numerická integrace) nebo po transformaci {\displaystyle {\frac {x-\mu }{\sigma }}} na rozdělení s {\displaystyle \mu =0} a {\displaystyle \sigma =1} hodnotu odečíst z tabulek (viz například ).

## Vícerozměrné rozdělení
Máme-li {\displaystyle s}-rozměrný náhodný vektor {\displaystyle X}, jehož sdružená hustota pravděpodobnosti má tvar
{\displaystyle f(x_{1},x_{2},...,x_{s})={\frac {1}{\sqrt {{(2\pi )}^{s}{\left|\mathbf {C} \right|}}}}\mathrm {e} ^{-{\frac {1}{2}}{\left(\mathbf {x} -\mathbf {\mu } \right)}^{T}\mathbf {C} ^{-1}{\left(\mathbf {x} -\mathbf {\mu } \right)}}}
pro {\displaystyle -\infty <x_{i}<\infty }, {\displaystyle i=1,2,...,s}, kde {\displaystyle \mathbf {C} } je symetrická, pozitivně definitní matice a {\displaystyle \mathbf {x} ={(x_{1},x_{2},...,x_{s})}^{T}} a {\displaystyle \mathbf {\mu } ={(\mu _{1},\mu _{2},...,\mu _{s})}^{T}} jsou sloupcové vektory. V takovém případě hovoříme o {\displaystyle s}-rozměrném normálním rozdělení, které představuje zobecnění normálního rozdělení pro vícerozměrnou náhodnou veličinu.

### Charakteristiky vícerozměrného rozdělení
Momentovou vytvořující funkci lze vyjádřit jako
{\displaystyle m(z_{1},z_{2},...,z_{s})=\mathrm {e} ^{\left(\mathbf {z} ^{T}\mathbf {\mu } +{\frac {\mathbf {z} ^{T}\mathbf {C} \mathbf {z} }{2}}\right)}}.
Z předchozího vztahu lze odvodit, že {\displaystyle \mathbf {\mu } } představuje vektor středních hodnot a {\displaystyle \mathbf {C} } kovarianční matici.

### Marginální rozdělení
Marginálním rozdělením veličiny {\displaystyle X_{i}} je jednorozměrné normální rozdělení {\displaystyle \operatorname {N} (\mu _{i},\sigma _{i}^{2})}, marginálním rozdělením veličin {\displaystyle X_{i},X_{j}} pro {\displaystyle i\neq j} je dvourozměrné normální rozdělení, atd.

### Generování vícerozměrného rozdělení z jednorozměrného rozdělení
Vektor X náhodných hodnot podle vícerozměrného normálního rozdělení můžeme generovat podle vztahu
{\displaystyle \mathbf {X} =\mathbf {L} \mathbf {Z} +\mathbf {\mu } }.
- L je dolní trojúhelníková matice získaná z kovarianční matice C užitím Choleského dekompozice.
- Z je vektor náhodných hodnot, jehož složky odpovídají jednorozměrnému normálnímu rozdělení N(0,1).
- μ je vektor středních hodnot.

## Výpočet na počítači
Různé matematické programy obvykle umožňují výpočet hustoty pravděpodobnosti i distribuční funkce. V následujícím textu jsou uvedeny dva často používané programy: tabulkový kalkulátor Microsoft Excel a matematický software Matlab (respektive open-source klon GNU Octave).
|                                                       | Excel                                                                             | Matlab                                                                                  |
| ----------------------------------------------------- | --------------------------------------------------------------------------------- | --------------------------------------------------------------------------------------- |
| Hustota pravděpodobnosti {\displaystyle f(x)}         | = NORMDIST(x; {\displaystyle \mu }; {\displaystyle \sigma }; NEPRAVDA)            | normpdf(x, {\displaystyle \mu }, {\displaystyle \sigma })                               |
| Distribuční funkce {\displaystyle F(x)}               | = NORMDIST(x; {\displaystyle \mu }; {\displaystyle \sigma }; PRAVDA)              | normcdf(x, {\displaystyle \mu }, {\displaystyle \sigma })                               |
| Inverzní distribuční funkce {\displaystyle F^{-1}(x)} | = NORMINV(x; {\displaystyle \mu }; {\displaystyle \sigma }) {\displaystyle 0<x<1} | norminv(x, {\displaystyle \mu }, {\displaystyle \sigma }) {\displaystyle 0\leq x\leq 1} |